# Herb gminy Radłów (województwo opolskie)
Herb gminy Radłów – jeden z symboli gminy Radłów, ustanowiony 21 grudnia 2001.

## Wygląd i symbolika
Herb przedstawia na tarczy w polu zielonym białe radło z żółtym ostrzem i okuciem. Jest to tzw. herb mówiący, nawiązujący do nazwy gminy.